# Dasypogon diadema
Espèce
Dasypogon diadema est une espèce d'insectes diptères prédateurs de la famille des Asilidae.

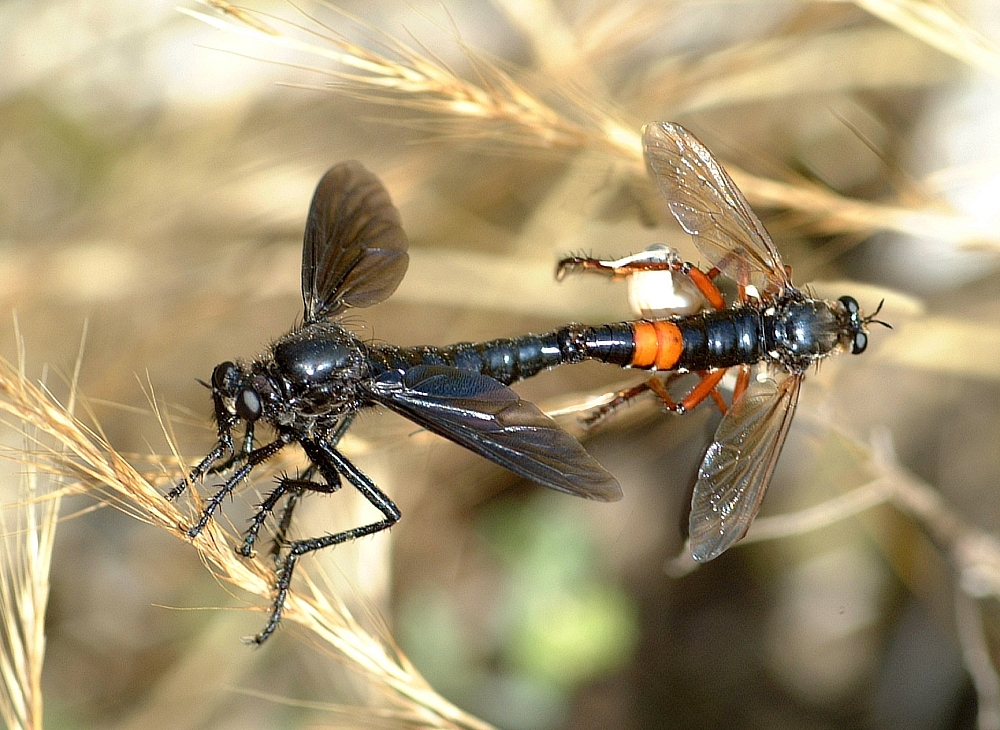
Accouplement

Cette espèce européenne présente un dimorphisme sexuel : les mâles ont les ailes noires ainsi que le corps noir, les femelles ont les ailes translucides, l'abdomen marqué de rouge-orangé ainsi que les pattes.
Les adultes sont visibles de juin à août dans les bois clairs, les friches notamment des dunes côtières.
Synonymie
- Selidopogon diadema (Fabricius, 1781)

Espèce voisine
- Asilus crabroniformis